# Мандл, Ромейн
Ромейн Ли Мандл (англ. Romaine Lee Mundle; 24 апреля 2003, Лондон, Англия) — английский футболист, вингер английского клуба «Сандерленд».

## Клубная карьера
Мандл прошёл через молодёжную академию «Тоттенхэма». Свой первый профессиональный контракт с клубом он подписал в мае 2021 года.
В июне 2023 года стало известно, что Мандл отклонил новый контракт со «Шпорами», чтобы подписать четырёхлетний контракт со «Стандардом» из Льежа. Он дебютировал за клуб 30 июля 2023 года в матче против «Сент-Трюйдена» в рамках Бельгийской Про-лиги.
1 февраля 2024 года подписал контракт с клубом Чемпионшипа «Сандерленд» за нераскрытую сумму.
Дебютировал за «Сандерленд» в субботу 10 февраля 2024 года, выйдя на замену в матче против «Плимут Аргайл», завершившемся победой со счётом 3:1.